# Larandopsis choprai
Larandopsis choprai är en insektsart som beskrevs av Lucien Chopard 1924. Larandopsis choprai ingår i släktet Larandopsis och familjen syrsor. Inga underarter finns listade i Catalogue of Life.